# Danny Pugh
Daniel Adam „Danny“ Pugh (* 19. Oktober 1982 in Cheadle Hulme, Stockport) ist ein ehemaliger englischer Fußballspieler. 

## Karriere

### Leeds United
Mit nur einem Einsatz für Manchester United wechselte Pugh als Teil des Alan Smith Transfer zu Leeds United. Es war der erste Transfer den der neue Leeds Manager Kevin Blackwell abschloss. Pughs Vielseitigkeit war der Hauptgrund für dessen Verpflichtung. So kann er auf der linken Außenbahn sowohl offensiv als auch defensiv spielen. So übernahm Pugh eine Schlüsselfunktion im Kader von Leeds das aufgrund großer finanzieller Schwierigkeiten damals nur vier Spieler noch von der letzten Saison im Kader hatte. So war er in der Hinrunde seiner ersten Leeds Saison der Top Scorer seines Teams. Jedoch wurde er in der Rückrunde durch David Healy, der im Winter von Preston North End wechselte, aus dem Mittelfeld in die Abwehr verdrängt. Durch die vom Trainer beschlossene Systemveränderung auf ein offensiveres 4-3-3 blieb Pugh nur eine Reservistenrolle übrig. In seinen letzten sechs Monaten bei Leeds kam er auf lediglich fünf Einsätze.

### Preston North End
Im Juni 2006 wechselte Pugh zu Preston North End, wo er regelmäßig zum Einsatz kam. Anfangs auf der Außenbahn, später jedoch verstärkt im zentralen Mittelfeld.

### Stoke City
Im November 2007 gab Stoke City bekannt, Pugh bis Januar 2008 ausgeliehen zu haben mit einer Kaufoption, weshalb am 3. Januar 2008 der Vertrag abgeschlossen wurde. Auch bei Stoke kam er wie zuletzt bei Preston im zentralen Mittelfeld zum Einsatz.

### Leeds United
Nachdem er bereits am 22. September 2011 auf Leihbasis zu seinem ehemaligen Verein Leeds United gewechselt war, unterschrieb er am 2. Januar 2012 einen Zweieinhalbjahresvertrag bei United.